# Elecciones parlamentarias de Dinamarca de 1971
Las elecciones parlamentarias de Dinamarca fueron realizadas el 21 de septiembre de 1971, y el 5 de octubre, en las Islas Feroe. Los Socialdemócratas se posicionaron como el partido más grande del Folketing, obteniendo 70 de los 179 escaños. La participación electoral fue de un 87.2 % en Dinamarca continental, 56.8 % en la Islas Feroe y un 52.1 % en Groenlandia (donde uno de los 2 distritos electorales fue disputado, ya que el otro solo se había presentado un candidato único, por lo que ganó la nominación sin oposición).

## Resultados
| Dinamarca                      | Dinamarca | Dinamarca | Dinamarca | Dinamarca |
| Partido                        | Votos     | %         | Escaños   | +/–       |
| ------------------------------ | --------- | --------- | --------- | --------- |
| Socialdemócratas               | 1 074 777 | 37.3      | 70        | +8        |
| Partido Popular Conservador    | 481 335   | 16.7      | 31        | –6        |
| Venstre                        | 450 904   | 15.6      | 30        | –4        |
| Partido Social Liberal         | 413 620   | 14.3      | 27        | 0         |
| Partido Popular Socialista     | 262 756   | 9.1       | 17        | +6        |
| Demócratas Cristianos          | 57 072    | 2.0       | 0         | Nuevo     |
| Partido Justicia               | 50 231    | 1.7       | 0         | 0         |
| Izquierda Socialista           | 45 979    | 1.6       | 0         | –4        |
| Partido Comunista de Dinamarca | 39 564    | 1.4       | 0         | 0         |
| Partido Schleswig              | 6743      | 0.2       | 0         | 0         |
| Independientes                 | 919       | 0.0       | 0         | 0         |
| Votos en blanco/nulos          | 20 196    | –         | –         | –         |
| Total                          | 2 904 096 | 100       | 175       | 0         |
| Islas Feroe                    |           |           |           |           |
| Partido de la Igualdad         | 4170      | 31.8      | 1         | 0         |
| Partido Unionista              | 2855      | 21.8      | 0         | 0         |
| Partido Popular                | 2680      | 20.4      | 1         | 0         |
| Partido del Autogobierno       | 648       | 4.9       | 0         | Nuevo     |
| Partido Progresista            | 362       | 2.8       | 0         | 0         |
| Independientes                 | 2140      | 16.3      | 0         | Nuevo     |
| Votos en blanco/nulos          | 77        | –         | –         | –         |
| Total                          | 13 202    | 100       | 2         | 0         |
| Groenlandia                    |           |           |           |           |
| Independientes                 | 7148      | 100       | 2         | 0         |
| Votos en blanco/nulos          | 195       | –         | –         | –         |
| Total                          | 7343      | 100       | 2         | 0         |
| Fuente: Nohlen & Stöver        |           |           |           |           |